# 츠가와 마사히코
츠가와 마사히코(일본어: 津川雅彦, 1940년 1월 2일 ~ 2018년 8월 4일)은 일본의 배우, 영화감독, 프로듀서로 본명은 카토 마사히코(일본어: 加藤雅彦)이다.
교토부 교토시 나카교구 출신으로 5살 때에 아역배우로 처음 연예계에 입문, 16살에 정식 데뷔하였다. 이후 이시하라 유지로가 출연한 영화에서 그의 동생 역을 맡으며 유명해졌고 필살 시리즈의 악역을 맡으면서 이름을 알렸다.
또한 사극에서도 이름난 배우로도 유명하며 도쿠가와 이에야스를 5번이나 맡았으며 또한 도쿠가와 쓰나요시, 도쿠가와 요시노부 등 도쿠가와 쇼군을 여러 차례 맡으며 도쿠가와 전문 배우로도 알려져 있다.
2018년 8월 4일 심부전으로 향년 78세의 나이로 사망하였다.

## 영화
- 산쇼다유
- 마루사의 여자
- 더 우쵸우텐 호텔
- 데스노트 (영화)
- 데스노트: 라스트 네임
- 한 장의 엽서
- 스트로베리 나이트 (영화)
- 괴물의 아이

## TV 출연
- 황금의 나날
- 도쿠가와 이에야스 (드라마)
- 독안룡 마사무네
- 후루하타 닌자부로
- 아오이 도쿠가와 삼대
- 화려한 일족

## 더빙
- 어린 왕자 (2015년 영화)